# Nagrada Ivo Maček
Nagrada Ivo Maček, hrvatska glazbena nagrada. Dodjeljuje ju Hrvatsko društvo glazbenih umjetnika. Dodjeljuje se za osobite zasluge u promicanju glazbene umjetnosti. HGDU ju je ustanovilo 2017. godine. Zove se po jednome od najvećih hrvatskih i svjetskih pijanista svoga naraštaja, akademika Ive Mačeka koji je svojim djelovanjem kao pijanist međunarodnog ugleda, pedagog, skladatelj i jedan od prvih predsjednika Društva zadužio hrvatsku glazbenu kulturu. Nagrada Ivo Maček sastoji se od diplome, medalje – rada akademskog kipara Ozrena Fellera, te novčanog iznosa. Prvi dobitnik nagrade je ugledni violončelist, glazbeni pedagog i aranžer Valter Dešpalj, koji je dobio nagradu za 2018. godinu.  Nagradu za 2019. godinu dobio je Darko Petrinjak.